# Río Palancar
El río Palancar, también llamado río Zagrilla, es un río del sur de la península ibérica, perteneciente a la cuenca hidrográfica del Guadalquivir, que discurre íntegramente por el territorio del sur de la provincia de Córdoba. 

## Curso
El Palancar nace en la sierra del Lobatejo, en el término municipal de Carcabuey. Realiza un recorrido de unos 17 km en dirección este-oeste a través de los términos de Carcabuey y Priego de Córdoba hasta su desembocadura en el río Salado de Priego junto a la Torre de Barcas, cerca de la población de El Esparragal. 